# Careproctus sinensis
Careproctus sinensis és una espècie de peix pertanyent a la família dels lipàrids.

## Descripció
- Fa 5,9 cm de llargària màxima.[5][6]

## Hàbitat
És un peix marí i batidemersal que viu entre 250 i 366 m de fondària.

## Distribució geogràfica
Es troba a les costes del mar del Japó a Honshu, el sud del mar d'Okhotsk i la costa pacífica del sud de les illes Kurils.

## Observacions
És inofensiu per als humans.